# Bobsleigh als Jocs Olímpics d'Hivern de 2006 - Quatre homes
Als Jocs Olímpics d'Hivern de 2006 celebrats a la ciutat de Torí (Itàlia) es disputà una prova bobsleigh de quatre homes, que unit a la resta de proves conformà el programa oficial de bobsleigh dels Jocs.
La prova es disputà entre els dies 24 i 26 de febrer de 2006 a les instal·lacions de Cesana Pariol.

## Resum de medalles
| Or                                                                         | Argent                                                                                     | Bronze                                                                       |
| Alemanya · Alemanya IAndré Lange · Rene Hoppe · Kevin Kuske · Martin Putze | Rússia · Rússia IAlexandre Zoubkov · Philippe Egorov · Alexei Seliverstov · Alexey Voevoda | Suïssa · Suïssa IMartin Annen · Thomas Lamparter · Beat Hefti · Cedric Grand |

## Resultats
Tots els equips realitzaren tres voltes al circuit, exceptuant l'equip de Nova Zelanda que patí un accident en els entrenaments. Els millors vint temps passen a realitzar una baixada més per incorporar-lo als temps previs i poder determinar el temps final.
| Pos. | CON                           | Corredors                                                                  | Volta 1 | Volta 2 | Volta 3 | Volta 4 | Total   |
| ---- | ----------------------------- | -------------------------------------------------------------------------- | ------- | ------- | ------- | ------- | ------- |
| 1    | Alemanya Alemanya I           | André Lange Rene Hoppe Kevin Kuske Martin Putze                            | 55.20   | 55.30   | 54.80   | 55.12   | 3:40.42 |
| 2    | Rússia Rússia I               | Alexandr Zubkov Filipp Yegorov Alexei Seliverstov Alexey Voevoda           | 55.22   | 55.45   | 54.87   | 55.01   | 3:40.55 |
| 3    | Suïssa Suïssa I               | Martin Annen Thomas Lamparter Beat Hefti Cedric Grand                      | 55.26   | 55.37   | 55.00   | 55.20   | 3:40.83 |
| 4    | Canadà Canadà I               | Pierre Lueders Ken Kotyk Morgan Alexander Lascelles Brown                  | 55.34   | 55.43   | 54.95   | 55.20   | 3:40.92 |
| 5    | Alemanya Alemanya II          | Rene Spies Christoph Heyder Enrico Kühn Alexander Metzger                  | 55.47   | 55.48   | 54.91   | 55.18   | 3:41.04 |
| 6    | Estats Units USA II           | Steve Holcomb Curtis Tomasevicz Bill Schuffenhauer Lorenzo Smith III       | 55.46   | 55.50   | 55.14   | 55.26   | 3:41.36 |
| 7    | Estats Units USA I            | Todd Hays Pavle Jovanovic Steve Mesler Brock Kreitzburg                    | 55.43   | 55.56   | 55.04   | 55.41   | 3:41.44 |
| 8    | Suïssa Suïssa II              | Ivo Rueegg Andi Gees Roman Handschin Christian Aebli                       | 55.65   | 55.63   | 55.22   | 55.30   | 3:41.80 |
| 9    | Rússia Rússia II              | Yevgeni Popov Sergey Golubev Pyotr Makarchuk Dmitriy Stepushkin            | 55.87   | 55.57   | 55.16   | 55.33   | 3:41.93 |
| 10   | Letònia Letònia I             | Janis Minins Daumants Dreishkens Marcis Rullis Janis Ozols                 | 55.88   | 55.69   | 55.51   | 55.51   | 3:42.59 |
| 11   | Itàlia Itàlia II              | Fabrizio Tosini Luca Ottolino Antonio de Sanctis Giorgio Morbidelli        | 55.80   | 55.73   | 55.57   | 55.51   | 3:42.61 |
| 12   | Itàlia Itàlia I               | Simone Bertazzo Samuele Romanini Matteo Torchio Omar Sacco                 | 55.63   | 56.13   | 55.46   | 55.62   | 3:42.84 |
| 13   | Àustria Àustria I             | Wolfgang Stampfer Klaus Seelos Juergen Loacker Hans Peter Welz             | 55.77   | 55.83   | 55.73   | 55.53   | 3:42.86 |
| 14   | Txèquia Rep. Txeca I          | Ivo Danilevic Radek Rechka Roman Gomola Jan Kobian                         | 55.92   | 55.83   | 55.66   | 55.56   | 3:46.97 |
| 15   | Polònia Polònia I             | Dawid Kupczyk Michal Zblewski Mariusz Latkowski Marcin Placheta            | 55.89   | 55.79   | 55.85   | 55.49   | 3:43.02 |
| 16   | Països Baixos Països Baixos I | Arend Glas Vincent Kortbeek Sybren Jansma Arno Klaassen                    | 55.82   | 56.08   | 55.78   | 55.51   | 3:43.19 |
| 17   | Regne Unit Regne Unit I       | Lee Johnston Martin Wright Karl Johnston Dan Humphries                     | 56.06   | 56.07   | 55.93   | 55.32   | 3:43.38 |
| 18   | Canadà Canadà II              | Serge Despres Nathan Cunningham Steve Larsen David Bissett                 | 56.10   | 56.15   | 55.69   | 55.58   | 3:43.52 |
| 19   | França França I               | Bruno Mingeon Christophe Fouquet Pierre-Alain Menneron Alexandre Vanhoutte | 56.09   | 56.08   | 55.87   | 55.71   | 3:43.75 |
| 20   | Eslovàquia Eslovàquia I       | Milan Jagnesak Viktor Rajek Andrej Benda Robert Krestanko                  | 56.29   | 56.13   | 56.26   | 55.98   | 3:44.66 |
| 21   | Letònia Letònia II            | Mihails Arhipovs Intars Dicmanis Maris Bogdanovs Reinis Rozitis            | 56.34   | 56.54   | 56.13   | —       | —       |
| 22   | Romania Romania I             | Nicolae Istrate Adrian Duminicel Gabriel Popa Ioan Danut Dovalciuc         | 56.61   | 56.70   | 56.41   | —       | —       |
| 23   | Croàcia Croàcia I             | Ivan Sola Slaven Krajacic Alek Osmanovic Jurica Grabusic Dejan Vojnović    | 56.67   | 56.57   | 56.51   | —       | —       |
| 24   | Hongria Hongria I             | Marton Gyulai Zsolt Kurtosi Tamas Margl Bertalan Pinter                    | 56.99   | 56.73   | 56.45   | —       | —       |
| 25   | Brasil Brasil I               | Ricardo Raschini Marcio Silva Claudinei Quirino Edson Bindilatti           | 60.31   | 58.51   | 60.12   | —       | —       |
| —    | Nova Zelanda Nova Zelanda I   | Alan Henderson Aaron Orangi Steve Harrison Matthew Dallow                  | DNS     | —       | —       | —       | —       |